# Исангел
Исангел (бислама Isangel) — город в Вануату, административный центр провинции Тафеа. Находится на острове Танна.
Население составляет около 1500 человек, большинство населения — меланезийцы. Основные языки: ленакел (южно-вануатская подгруппа южно-меланезийских языков), а также официальный язык Вануату — бислама (креольский язык на основе английского с сильным влиянием французского).